# Un agente segreto al liceo
Un agente segreto al liceo (If Looks Could Kill) è un film del 1991 diretto da William Dear.

## Trama
Il diciottenne Michael Corben di Detroit, Michigan, è un fannullone con risultati mediocri. Invece di frequentare le lezioni di francese del liceo, passa tutto il suo tempo a bere e fare festa, fino all'arrivo del diploma, quando tutta la sua dissolutezza lo raggiunge e scopre che non può diplomarsi senza la sufficienza in francese. Ha solo un'altra possibilità per ottenere la sufficienza: l'insegnante di francese, la signora Grober, e il club francese, sono diretti in Francia per la scuola estiva, e Michael deve partecipare se vuole diplomarsi quell'anno.
Tuttavia, all'aeroporto, un agente della CIA di nome Michael Corben, anch'egli diretto in Francia, viene ucciso dall'assassina Ilsa Grunt, scagnozza e madre surrogata del malvagio Augustus Steranko che cerca di rubare tutto l'oro in Europa e usarlo per coniare le proprie monete sotto le spoglie di una moneta comune. Poiché dettagli importanti sull'identità dell'agente (inclusa la sua età effettiva) sono stati tenuti meticolosamente segreti, Michael viene scambiato per l'agente della CIA. Viene inspiegabilmente imbarcato in prima classe sul suo volo per Parigi e all'arrivo viene portato via dai servizi segreti britannici.
La missione del defunto agente Corben era quella di proteggere Augustus Steranko, che, non essendo sospettato di essere malvagio, ha assassinato i ministri delle finanze europei come parte del suo piano. Dopo alcuni sforzi per spiegare che non è il Corben che pensano che lui sia, Michael accetta di stare al gioco appena diventa evidente che gli sarà permesso utilizzare gadget hi-tech, inclusi occhiali a raggi X, gomme da masticare esplosive e scarpe da ginnastica LA Gear con ventose, nonché una Lotus Esprit. All'inizio sembra apprezzare i vantaggi di essere una spia, ma inizia a riconsiderare la sua decisione quando la sua vita viene messa in pericolo dai mortali assassini di Steranko, tra cui Zigesfeld, uno scagnozzo con una mano d'oro protesica, e Areola Canasta, che uccide le sue vittime usando il suo velenoso scorpione domestico.
Nel frattempo, Steranko cattura l'insegnante e i compagni di classe di Michael e li tiene tutti in ostaggio nel suo remoto castello-roccaforte. Michael fa squadra con una ragazza della sua età di nome Mariska - la figlia dell'agente Blade, assassinato da Steranko e dalla sua banda - per sconfiggere i criminali e salvare i suoi amici e l'oro d'Europa. Nonostante sia stato brevemente catturato e imprigionato dagli uomini di Steranko, Michael riesce a fuggire, salva la signora Grober e il resto della classe, quindi combatte e sconfigge Zigesfeld.
Steranko, la cui natura ambigua è ormai smascherata da Michael, rapisce Mariska e tenta di scappare con l'oro nel suo elicottero Eurocopter ècureuil. Michael però riesce a salvare Mariska, e Steranko muore cadendo dall'elicottero. Infine, la signora Grober accetta di dare a Michael il credito francese di cui ha bisogno.

## Colonna sonora
1. If Looks Could Kill (No Turning Back) - Glenn Medeiros
2. One Hot Country - The Outfield
3. Loud Guitars, Fast Cars and Wild, Wild Livin' - Contraband
4. One Mo' Time - Trixter
5. Better the Devil You Know - Kylie Minogue
6. Teach Me How to Dream - Robin McAuley
7. All Is Fair - The Fixx
8. Maybe This Time - The Stabilizers
9. My Saltine - Bang Tango
10. Michael Corben's Adventure - David Foster and Bill Ross